# Idiomyces peyritschii
Idiomyces peyritschii — вид грибів, що належить до монотипового роду  Idiomyces.